# Retrograde (Pearl Jam)
Retrograde è un singolo del gruppo musicale statunitense Pearl Jam, pubblicato il 14 maggio 2020 come quarto estratto dall'undicesimo album in studio Gigaton.

## Video musicale
Il videoclip, diretto da Josh Wakely, è stato pubblicato in concomitanza con l'uscita del brano sul canale Vevo-YouTube del gruppo.